# Association AMMi
Pour les articles homonymes, voir Ammi (homonymie).
L' Association contre les Maladies Mitochondriales ou Association AMMi est une association loi de 1901 créée en 1998. L'association est reconnue d'Assistance et de Bienfaisance.

## Objectifs
Les objectifs de l'AMMi sont notamment d’informer et d’aider les familles de patients atteints de maladies mitochondriales,  de soutenir la recherche sur ces maladies, de solliciter l’aide des pouvoirs publics et de faire circuler l'information sur les avancées médicales,,,.
L’association a été créée en 1998 par une jeune femme éprouvée par la perte de son enfant,.

## Actions

### Évènements
L'AMMi organise un certain nombre d'évènements dans le but de collecter des fonds, par exemple des compétitions sportives,,, des repas solidaires, des fêtes et des soirées dansantes, des concerts.
Guy Lecluyse, comédien français, est parrain de l'association.

### Conseil Scientifique
L'AMMi a constitué en son sein un Conseil scientifique. Il est constitué de cliniciens et de chercheurs :
- Pr Arnold Munnich, généticien à l'Hôpital Necker à Paris
- Pr Brigitte Chabrol, neuropédiatre à l'Hôpital de la Timone à Marseille
- Pr Hélène Dollfus, ophtalmologiste à l'Hôpital de Hautepierre à Strasbourg
- Dr Anne Lombès, chercheur pédiatre à l'Hôpital Cochin à Paris
- Pr Véronique Paquis, pédiatre au CHU de Nice
- Dr Agnès Rötig, chercheur à l'Hôpital Necker à Paris
- Dr Abdel Slama, biologiste à l'Hôpital Kremlin au Kremlin-Bicêtre

## Récompenses
- Médaille d'or de l'Académie Nationale de Médecine, 17 décembre 2013[4].

## Publications
- Association contre les Maladies Mitochondriales (préf. Arnold Munnich), Ne me dites pas : Maladie mitochondriales : des malades prennent la parole, AMMi, 2005, 153 p. (ISBN 978-2-9525244-0-7)
- Journal 'Le Petit A.M.Mi qui informe les adhérents de l'actualité de l'association